# Nordwald (Niedersachsen)
Der Nordwald war bis ins späte Mittelalter ein großes, zusammenhängendes Waldgebiet, das große Teile Niedersachsens zwischen Braunschweig und Hannover bedeckte.

## Geografische Lage
Der Nordwald entstand nach der letzten Eiszeit, vorwiegend im Bereich des entstandenen Endmoränengürtels, der sich über weite Gebiete des heutigen Niedersachsens erstreckt. Die Reichsurkunde Kaiser Ottos III. aus dem Jahr 997 beschreibt den Grenzverlauf eines Teils des Nordwaldes, beginnend an den Quellen der Schunter im Elm:
„hos forestos cum eorum terminationibus quas ex una parte dividit aqua quae dicitur Scuntera ex sui fontis origine usque ad villam Ossendorp, inde per viam quae tendit ad vicum Feleresleua, item inde via quae ducit ad Alerum fluvium et sic eundem fluvium deorsum usque ad fluvium qui dicitur Ouacra, illum autem Ouacra sursum usque Net…“.
„die Schunter von der Quelle bis Ochsendorf, danach ein Weg bis Fallersleben, von dort ein Weg zur Aller, an dieser entlang bis zur Okermündung, der Oker stromaufwärts folgend bis zu einer unbestimmten Stelle Net…“
Die Beschreibung der Waldgrenzen bricht hier ab. Das beschriebene Gebiet entspricht in großen Teilen der Hochfläche des Papenteich, stellt aber nur den östlichen Teil des gesamten Nordwaldes dar. Die zur Zeit der Ausstellung der Urkunde vorhandenen Dörfer und deren Ackerflächen dürften als Lichtungen bestanden haben.
Alte Überlieferungen berichten davon, dass ein Eichhörnchen den Nordwald von Hannover bis Braunschweig durchqueren konnte, ohne dabei den Boden zu berühren.

## Geschichte

### Reichsgut unter Kaiser Otto III.
Als Nachweis dieses Waldes gilt die bereits erwähnte Urkunde aus dem Jahr 997, in der Kaiser Otto III. dem Halberstädter Bischof Arnulf den Wildbann über die Waldungen Hakel, Huy, Fallstein, Asse, Elm und Nordwald übertrug. Während auf die Lage der ersten fünf Waldungen nicht näher eingegangen wird, beinhaltet die Urkunde Grenzbeschreibungen des Nordwaldes. Man ging wahrscheinlich davon aus, dass die anderen durch ihre Lage auf Höhenzügen ausreichend abgegrenzt seien. Für den Nordwald scheint diese Grenzziehung nicht selbstverständlich oder nicht allgemein bekannt gewesen zu sein.
Diese Übertragung deutet darauf hin, dass es sich bei dem Nordwald um ein altes Königs- oder Reichsgut handelt, dessen Reste, der Wildbann, nun verschenkt wurden. Das Reichsgut geht wahrscheinlich auf die Zeit der ersten Sachsenkriege zurück.

### Die Freien vor dem Nordwald

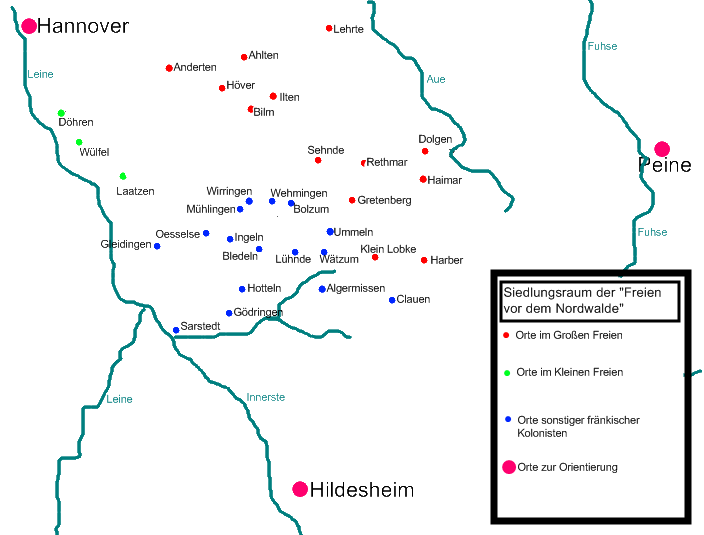
Siedlungsraum der Freien vor dem Nordwalde

(siehe Hauptartikel: Das Große Freie)
Die Freien vor dem Nordwald waren die Bewohner von insgesamt 14 Dörfern auf ehemaligen Rodungsinseln im Städtedreieck zwischen Hannover, Hildesheim und Peine. Die Bewohner dieser Dörfer vor dem Nordwald hatten bereits damals besondere Rechte. Sie waren von Abgaben befreit, durften Waffen tragen, Handel treiben, Bier brauen und Branntwein brennen. Sie durften frei über ihren Grundbesitz verfügen, hatten Jagdrechte in Teilen des Nordwaldes und besaßen eine eigene Gerichtsbarkeit. Im Gegenzug waren die Bewohner verpflichtet, eine festgelegte Anzahl von Soldaten zu stellen.
Die Freien vor dem Nordwald entstanden um die Wende vom 8. zum 9. Jahrhundert im Zusammenhang mit der Besiedlung infolge der Sachsenkriege. Durch die spätere Lage im Grenzbereich zwischen den konkurrierenden welfischen und stift-hildesheimischen Hoheitsgebieten blieb die Sonderstellung der Freien bis ins Mittelalter gewahrt.

### Verkehrsverbindungen durch den Nordwald
Im Osten verliefen mehrere Altstraßen durch den Nordwald. Eine der wichtigsten war eine alte Salzstraße, die in ihrem Verlauf etwa der heutigen Bundesstraße 4 entspricht. Sie verband Braunschweig mit Lüneburg sowie mit Bardowick und Lübeck. Genutzt wurde diese Straße bereits von Karl dem Großen im Verlauf der Sachsenkriege. Eine weitere Altstraße verlief westlich des Oker- und Allertals und verband die Okerfurt in Braunschweig über das Celler Gebiet mit Bremen und Hamburg.

## Heutige Restwälder

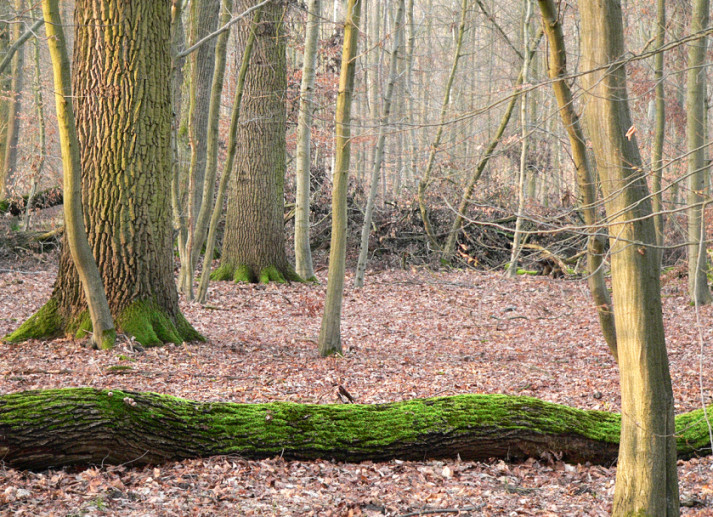
Eichen-Buchenwald im heutigen Hämeler Wald

Es wird vermutet, dass das Waldgebiet bereits relativ bald nach der ersten Jahrtausendwende durch verstärkte Siedlungstätigkeiten immer mehr in verstreute Restwaldungen zerfiel. Ein zusammenhängendes Waldgebiet, das dem alten Nordwald entspräche, gibt es daher heute nicht mehr. Jedoch sind zwischen Braunschweig und Hannover viele der heute bestehenden Wälder, wie der Hämeler Wald, der benachbarten Hain, das Bockmerholz und die benachbarte Gaim auf den alten Nordwald zurückzuführen. Der hannoversche Stadtwald Eilenriede war wahrscheinlich der westliche Teil des Nordwaldes.